# En brud på hugget
En brud på hugget (originaltitel: So I Married an Axe Murderer) är en amerikansk komedifilm från 1993.

## Handling
Charlie Mackenzie (Mike Myers) är en ungkarl som upptäcker alla möjliga fel hos de kvinnor han dejtar. Men när Charlie träffar slaktaren Harriet Michaels (Nancy Travis) blir han förälskad på allvar och friar. Men har inte Harriet lite väl många likheter med kvinnan som tidningarna skriver om? Hon som yxmördat sina två tidigare män under smekmånaden...

## Om filmen
En brud på hugget regisserades av Thomas Schlamme.

## Rollista (urval)
| Mike Myers       | – Charlie Mackenzie/Stuart Mackenzie |
| Nancy Travis     | – Harriet Michaels                   |
| Anthony LaPaglia | – Tony Giardino                      |
| Amanda Plummer   | – Rose Michaels                      |
| Brenda Fricker   | – May Mackenzie                      |
| Matt Doherty     | – Heed                               |
| Charles Grodin   | – beslagtagna bilens förare          |
| Michael Richards | – anställd för dödsrunor             |